# Carol of the Bells
«Carol of the Bells» — популярна різдвяна пісня на музику українського композитора Миколи Леонтовича, створена в 1914 році (третя версія) на слова Петра Вільговського. За основу взята українська народна щедрівка Щедрик. Слова Вільговського захищені авторським правом (Carl Fischer Music), музика є суспільним надбанням.

## Передумова

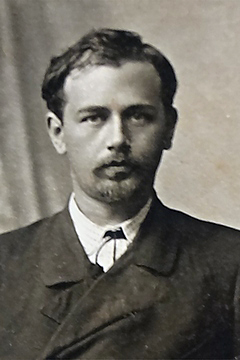
Композитор Микола Леонтович

### Походження
Диригент Української республіканської капели Олександр Кошиць замовив Леонтовичу створення пісні на основі традиційної української щедрівки, результатом став твір для хору «Щедрик».
Народна версія пісні асоціюється з наближенням нового року, який у дохристиянській Україні наставав напровесні та сповіщав розквіт щедрої природи (звідси і назва «Щедрик»).
Вперше пісня була виконана студентами Київського університету в грудні 1916, але твір втратив популярність в Україні з приходом радянської влади. Оригінальний твір звучить у виконанні а капела хором чотирьох голосів. Дві інші варіації також створені Леонтовичем: для жіночого хору (а капела), та для дитячого хору і фортепіано.
Композиція була представлена для західної публіки Українською республіканською капелою під орудою диригента Олександра Кошиця, що гастролювала за дорученням уряду УНР та Голови Директорії Симона Петлюри країнами Західної Європи та Америки з метою популяризації ідеї української незалежності (1919—1924 рр). Упродовж 1919—1921 роках «Щедрик» з тріумфом було представлено у 45 містах Західної Європи, зокрема у ключових європейських столицях: Празі (11 травня 1919 року), Відні (22 липня 1919 року), Берні (15 жовтня 1919 року), Парижі (6 листопада 1919), Брюсселі (8 січня 1920 року), Гаазі (22 січня 1920 року), Лондоні (3 лютого 1920 року), Берліні (28 квітня 1920 року), Варшаві (19 жовтня 1920 року), Барселоні (20 січня 1921 року). Прем'єра «Щедрика» у США відбулася 5 жовтня 1922 у Карнегі-холі. Під час турне українського хору в Америці (1922—1924) «Щедрик» було представлено ще у 150 містах, зокрема прем'єри відбулись у Мехіко (20 грудня 1922 року), Буенос-Айресі (3 червня 1923 року), Монтевідео (28 липня 1923 року), Ріо-де-Жанейро (21 вересня 1923 року), Гавані (16 лютого 1924 року).
Концертні гастролі Української республіканської капели, як представницької державної інституції Української Народної Республіки, були ініційовані Головою Директорії, Головним Отаманом військ і флоту УНР Симоном Петлюрою з метою протидії російській пропаганді та промоції української культури й незалежності в Європі. Закордонне турне капели проходило за сприяння Міністерства освіти та мистецтв і Міністерства закордонних справ УНР, ставши першим державним проєктом культурної дипломатії в історії сучасної України. Саме завдяки цим гастролям світ уперше почув «Щедрика» Миколи Леонтовича, а українська культура і державний престиж України здобули позитивний резонанс у 17 країнах світу. «Щедрик» був найбільш популярною композицією концертів українського хору («Щедрик був коронною точкою нашого репертуару упродовж п'яти з половиною років гастролей» — О. Кошиць), ставши «м'якою силою» України на міжнародній арені.
Ось лише деякі відгуки світової преси на адресу «Щедрика» і творчості Миколи Леонтовича:

Женева: «Твір під назвою „Щедрик“ з його безперервним повторенням чотирьох нот з безкінечно розмаїтим супроводом та гармонізацією — такі пісні абсолютно неймовірні», — «La Suisse», 14 жовтня 1919 року;
Брюссель: «Щедрик в аранжуванні Леонтовича — це шедевр народного мистецтва. Глядачі його вітали оваціями, стоячи і викликаючи на біс», — «Le XX Sciècle», 10 січня 1920 року;
Лондон: «Багато пісень були виконані на біс — майже всі. Серед найбільш оригінальних і красивих можна назвати „Щедрик“ і „Ой там за горою“ — обидві створені Леонтовичем!», — «The Daily News and Leader», 4 лютого 1920 року;
Берлін: «„Цей український гашиш“ — найсолодша з отрут», — з відгуку німецької професорки про прем'єру «Щедрика» в Берліні, травень 1920 року;
Варшава: «…Ось прийшли Кошиць, Стеценко, Леонтович. З останнім мені навіть довелось працювати у Всеукраїнському музичному комітеті. Невеличкий чоловік, обдарований досконалим слухом, усього лише інструктор з організації національних хорів. Виявилось, що в цій невеличкій національній справі він свого роду Гомер», — «Свобода», 23 жовтня 1920 року.
Барселона: «Публіка зазначила, що найбільше їй сподобались аранжування Леонтовича, що часто викликали на біс», — «Das Noticias», 2 лютого 1921 року;
Нью-Йорк: «Минулого вечора в Carnegie Hall пройшло палке прийняття Українського Національного Хору. Це був час гарячої сердечності й ентузіазму, що нагріває термометр до кипіння й вибуху. У таких веселих колядках, як „Щедрик“, жіночі голоси лунали високо, вишукано і природно… Квіти сипались на сцену… Публіка підтримала прийом великими оваціями. Щедрик викликали на біс», — «The Sun», 6 жовтня 1922 року.
Сан-Франциско: «Вони представили нашій країні не лише найкращий спів, який ми тільки чули, але й нанесли Україну на мистецьку мапу світу, як залюблену в музику націю. Це в той час як ми вважали її за спустошену землю бродячих козаків і сільського люду», — Clay M. Greene «The San Francisco Journal», 1 лютого 1924 року.

### Англомовна версія слів композиції

Петро Вільговський

Вільговський переробив мелодію з новими словами для симфонічного оркестру радіо NBC, ґрунтуючись навколо теми дзвонів, бо мелодія нагадала йому ручні дзвоники, починаючись словами: «Hark! How the bells». Вперше трансляція відбулася під час Великої депресії. Вільговський зареєстрував авторське право у 1936 році, не зважаючи на те, що пісня була опублікована майже два десятка років до того в Україні. Початкова популярність була досягнута через можливість Вільговського охопити велику аудиторію, як аранжувальника симфонічного оркестру NBC. Зараз композиція тісно пов'язана з Різдвом, через нові слова, що посилаються на дзвони, колядку, і рядок «merry, merry, merry, merry Christmas».

## Відомі виконання
- 1946: The Robert Shaw Chorale[en]
- 1955: The Voices of Christmas, Margaret and Barbara Whiting, Sonny Burke and Gary Crosby на CBS радіо
- 2012: Pentatonix
- 2017: U.S. Air Force Band of the Pacific, the U.S. Coast Guard Band, «The President's Own» United States Marine Band, the U.S. Air Force Academy Cadet Chorale, U.S. Army Band "Pershing's Own, " and the U.S. Navy Band «Sea Chanters.»  [Архівовано 26 грудня 2018 у Wayback Machine.]

## У популярній культурі
- 1990 У фільмі «Один вдома» студії 20th Century Fox в аранжуванні Джона Вільямса.
- Сцена в епізоді Saturday Night Live від 12 грудня 1990 року містила рекламу музичного альбому A Dysfunctional Family Christmas. В ній Дана Карві[en] пародіює «Carol of the Bells» із словами «Leave me alone, please go away…» (Залиште мене, будь ласка, йдіть геть)[6].
- Пародія The Muppets[en] 2009 року, де кульмінаційним моментом є падіння великого дзвону (який установила Тварина) на все шаленішого Бікера,[7] швидко стала вірусним відео того різдвяного сезону[8].